# Kanton Mézel
Mézel is een voormalig kanton van het Franse departement Alpes-de-Haute-Provence. Het kanton maakte deel uit van het arrondissement Digne-les-Bains. Het werd opgeheven bij decreet van 24 februari 2014, met uitwerking op 22 maart 2015. Alle gemeenten werden toegevoegd aan het kanton Riez.

## Gemeenten
Het kanton Mézel omvatte de volgende gemeenten:
- Beynes
- Bras-d'Asse
- Châteauredon
- Estoublon
- Majastres
- Mézel (hoofdplaats)
- Saint-Jeannet
- Saint-Julien-d'Asse